# Autoprikker
De Autoprikker is een artistiek kunstwerk in Amsterdam-Zuidoost.
Het is een schepping van Street Art Frankey en is naast zijn Eberhard van der Laan diens tweede officiële werk in de openbare ruimte. Frankey plaatst op eigen initiatief wekelijks semipermanente kunstwerkjes in Amsterdam om het eentonige straatbeeld enige kleur te geven. Voor de Autoprikker lag dat anders. De Hondsrugweg is tot 2020 een eentonige verkeersweg liggend tussen kantoorgebouwen. In dat jaar zijn er al enige tijd ontwikkelingen om de buurt rond die weg te transformeren tot woonwijk, die in de jaren 2024 en 2025 gestalte moet krijgen. Een (nieuwe) poging daartoe is plaatsing van deze autoprikker. De kunstenaar wil hiermee een vergelijking maken met de bonnetjesprikker in horecagelegenheden. Bonnetjes die nutteloos zijn geworden kunnen op een spies geplaatst worden. Men hoopt bij de transformatie hetzelfde te doen met het autoverkeer; er moeten een park komen en woontorens. Frankey spieste daarom drie auto's op een zeven meter hoge stalen pen. Liefhebbers van (aanstaande) oldtimers vonden het zonde dat een Simca 1000, DAF 66 (coupé) en een Renault 10 een metalen pen door zich heen kregen. De oldtimers moesten verwijzen naar de "oude tijden" dat auto's hier de dienst uitmaakten.
Financieel werd het project ondersteund door ZuidoostPartners en Stichting Hondsrugpark. Het beeld werd op 29 oktober 2020 onthuld door wethouder Laurens Ivens en stadsdeelbestuurder Dirk de Jager. Aan het kunstwerk is een workshop gelieerd waarbij jongeren uit Amsterdam-Zuidoost zelf kunnen leren kunstobjecten te maken.   

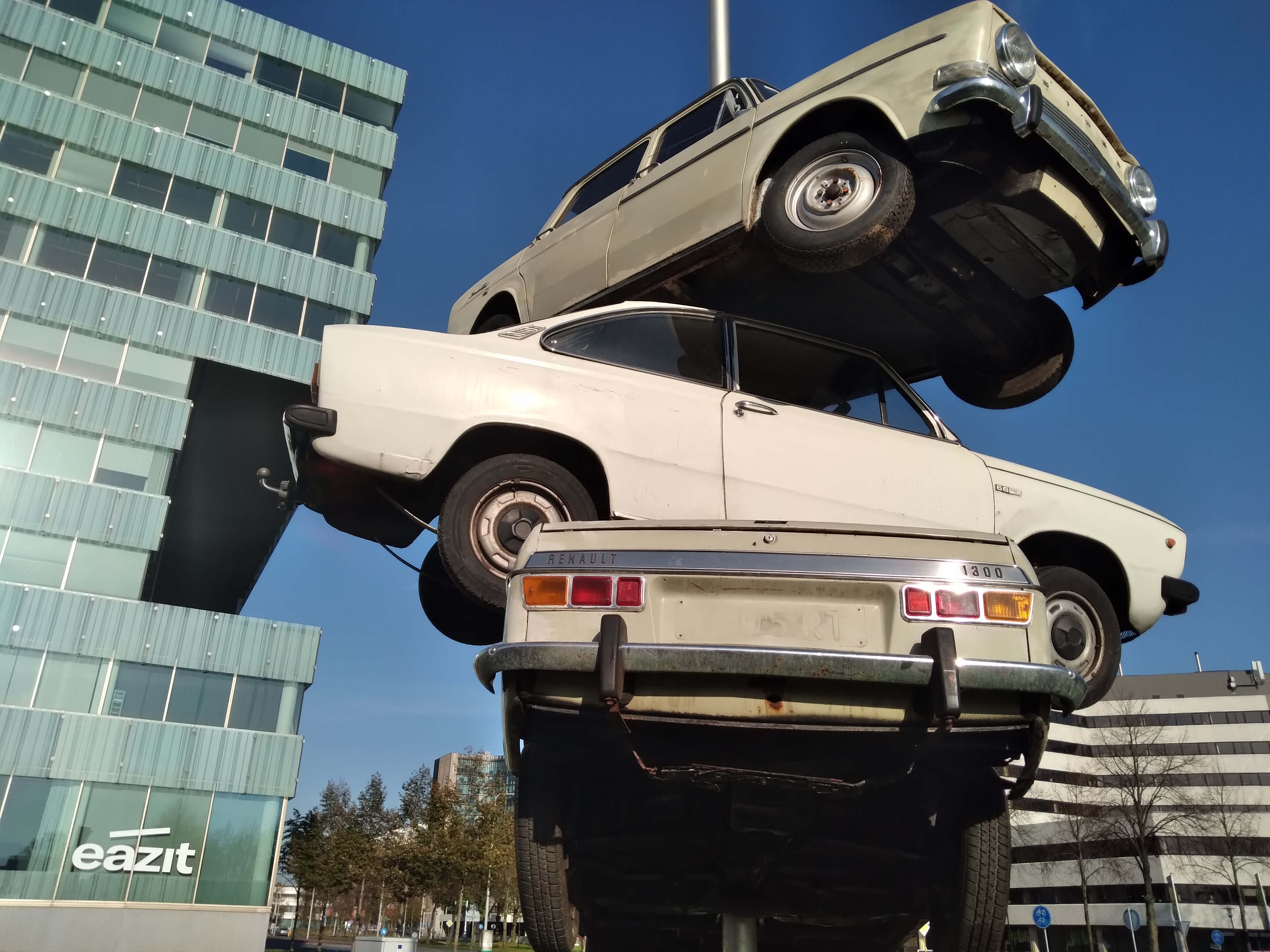
Auto’s op de prikker (november 2020)